# Vrataruša
Vrataruša falu Horvátországban, Lika-Zengg megyében. Közigazgatásilag Zengghez tartozik.

## Fekvése
Zengg központjától 8 km-re északkeletre, a tengerparttól  3 km-re, a Velebit-hegység lejtőin fekszik.

## Története
1857-ben 338, 1910-ben 509 lakosa volt. A trianoni békeszerződésig Lika-Korbava vármegye Zenggi járásához tartozott. Ezt követően előbb a Szerb-Horvát-Szlovén Királyság, majd Jugoszlávia része lett. Jugoszlávia felbomlása után 1991-ben a független Horvátország része lett. 2011-ben 18 lakosa volt.

## Lakosság
| Lakosság változása | Lakosság változása | Lakosság változása | Lakosság változása | Lakosság változása | Lakosság változása | Lakosság változása | Lakosság változása | Lakosság változása | Lakosság változása | Lakosság változása | Lakosság változása | Lakosság változása | Lakosság változása | Lakosság változása | Lakosság változása |
| ------------------ | ------------------ | ------------------ | ------------------ | ------------------ | ------------------ | ------------------ | ------------------ | ------------------ | ------------------ | ------------------ | ------------------ | ------------------ | ------------------ | ------------------ | ------------------ |
| 1857               | 1869               | 1880               | 1890               | 1900               | 1910               | 1921               | 1931               | 1948               | 1953               | 1961               | 1971               | 1981               | 1991               | 2001               | 2011               |
| 338                | 0                  | 0                  | 546                | 480                | 509                | 411                | 323                | 463                | 377                | 271                | 173                | 135                | 180                | 262                | 11                 |

## Nevezetességei
- Zenggtől 4 km-re az út alatt a tengerparton Szent Ilona tiszteletére szentelt, a 14. század közepén épített pálos kolostor és templom romjai láthatók. A kolostort 1785-ben a rend feloszlatásakor hagyták el a szerzetesek. Addig köréje temetkezett a környező települések népe is.
- A település határában több prehisztorikus várhely található. Ilyenek a Kokerna, Mišja Glavica, Oštra Glavica, Gornja Glavica és Donja Glavica nevű helyeken található várhelyek.
- Szélerőművét 2009-ben építették.